# Taenioides jacksoni
Taenioides jacksoni är en fiskart som beskrevs av Smith, 1943. Taenioides jacksoni ingår i släktet Taenioides och familjen smörbultsfiskar. IUCN kategoriserar arten globalt som nära hotad. Inga underarter finns listade i Catalogue of Life.